# Gigantocoraebus lumbaris
Gigantocoraebus lumbaris  (лат.) — вид жуков-златок.

## Распространение
Афротропика.

## Описание
Среднего размера златки с широким телом бронзового цвета с двумя более светлыми пятнами на перднеспинке. Фотография.

## Систематика
Род относится к трибе Coraebini Bedel, 1921 (Agrilinae).
- Род Gigantocoraebus Obenberger, 1942[1]
  - Gigantocoraebus lumbaris (Klug, 1833)